# دانیال مک‌برین
دانیال مک‌برین (انگلیسی: Daniel McBreen؛ زادهٔ ۲۳ آوریل ۱۹۷۷) یک بازیکن فوتبال اهل استرالیا است.